# Risti (Lääne-Nigula)
Risti is een plaats in de Estlandse gemeente Lääne-Nigula, provincie Läänemaa. De plaats heeft de status van groter dorp of vlek (Estisch: alevik). De naam betekent ‘kruis’ of ‘kruispunt’. Bij Risti gaat de tertiaire weg (kõrvalmaantee) 16151 (Kuijõe-Risti) over in de hoofdweg Põhimaantee 10 (Risti-Kuressaare) op het punt waar deze de hoofdweg Põhimaantee 9 (Ääsmäe-Rohuküla) kruist.
Tot in oktober 2013 was Risti de hoofdplaats van de gelijknamige gemeente. In die maand werd Risti bij de fusiegemeente Lääne-Nigula gevoegd.
Ten zuiden van Risti ligt het natuurreservaat Marimetsa looduskaitseala (51 km²). De rivier Vihterpalu ontspringt bij Risti.

## Bevolking
De vlek had 532 inwoners op 31 december 2011 en 555 inwoners op 31 december 2021.

## Geschiedenis
Dankzij de ligging op een kruispunt kreeg Risti een belangrijke rol in het postverkeer. In 1855 werd in Risti een poststation geopend. Het kruispunt lag op het landgoed van Koluvere.
Risti kreeg een station aan de spoorlijn Keila–Haapsalu, die in 1905 werd geopend. Daarna ontstond een nederzetting, die uitgroeide tot vlek.
Het station ging dicht toen de lijn in 1995 werd ingekort tot het traject Keila–Riisipere.

## Foto's

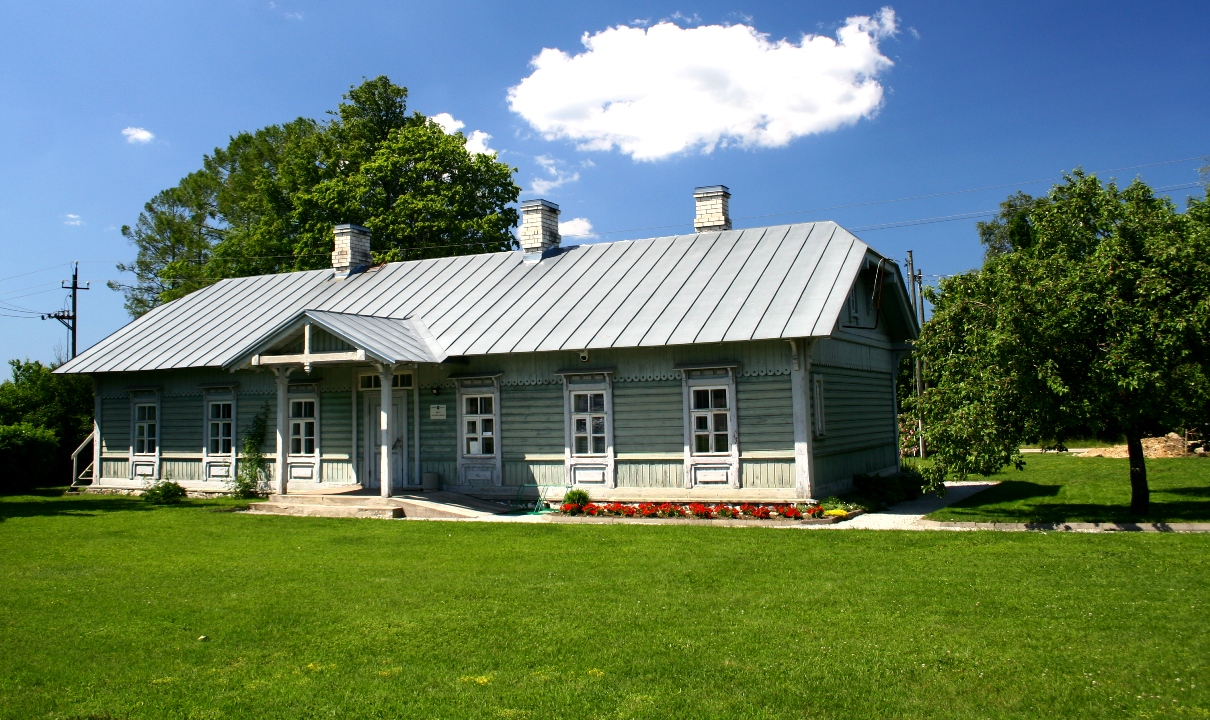
Bibliotheek
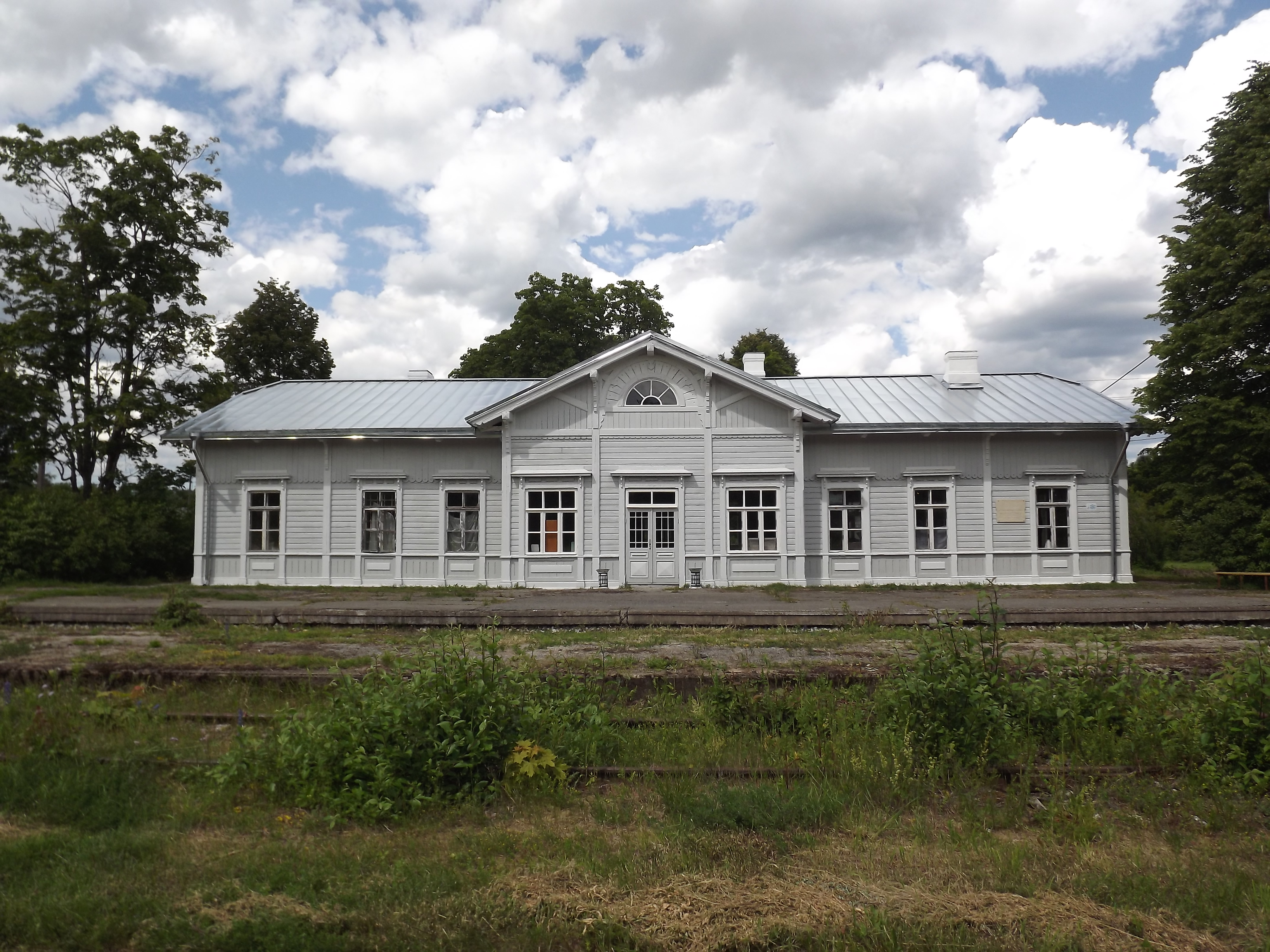
Het voormalige station
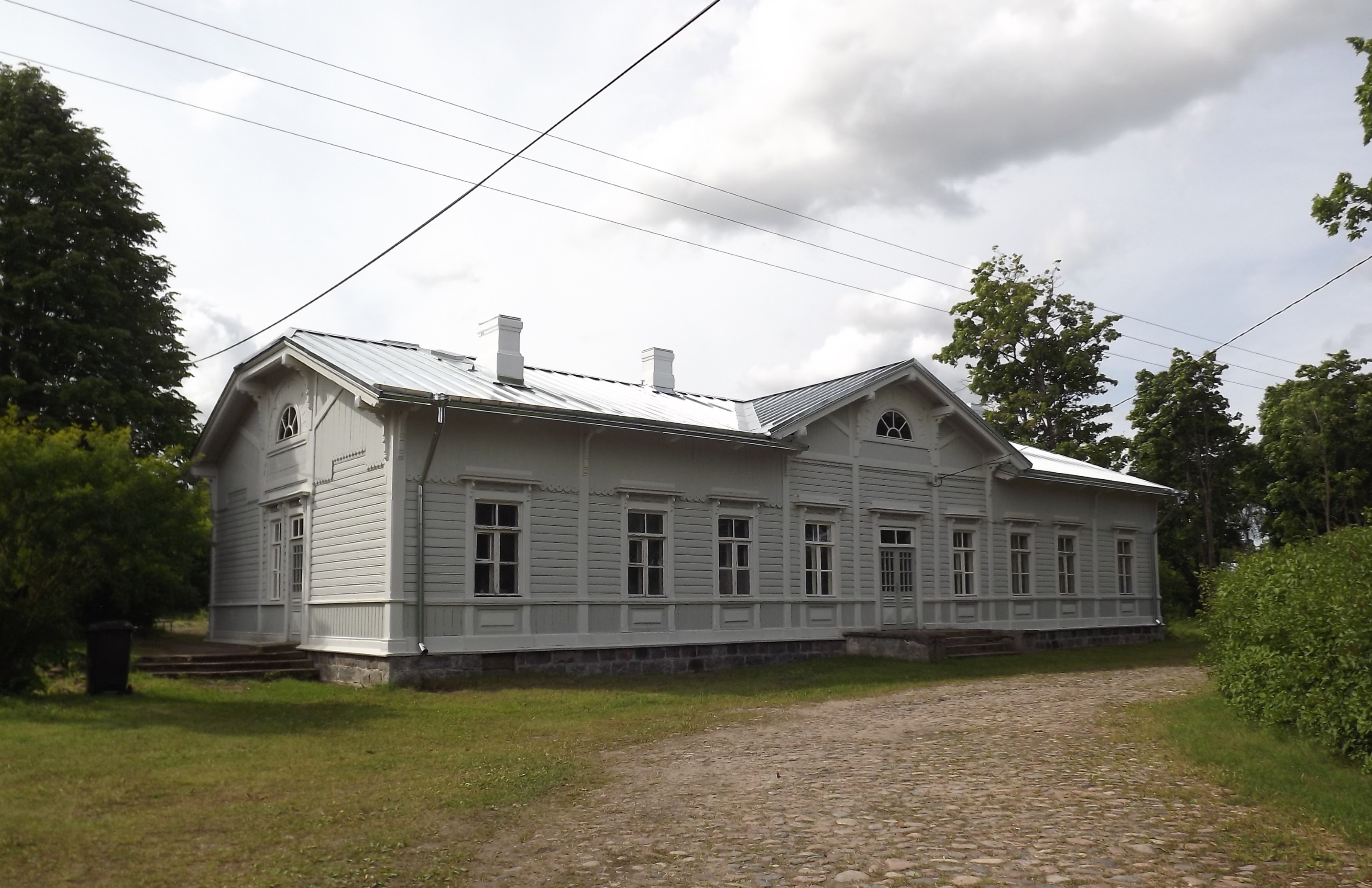
Voorzijde van het station
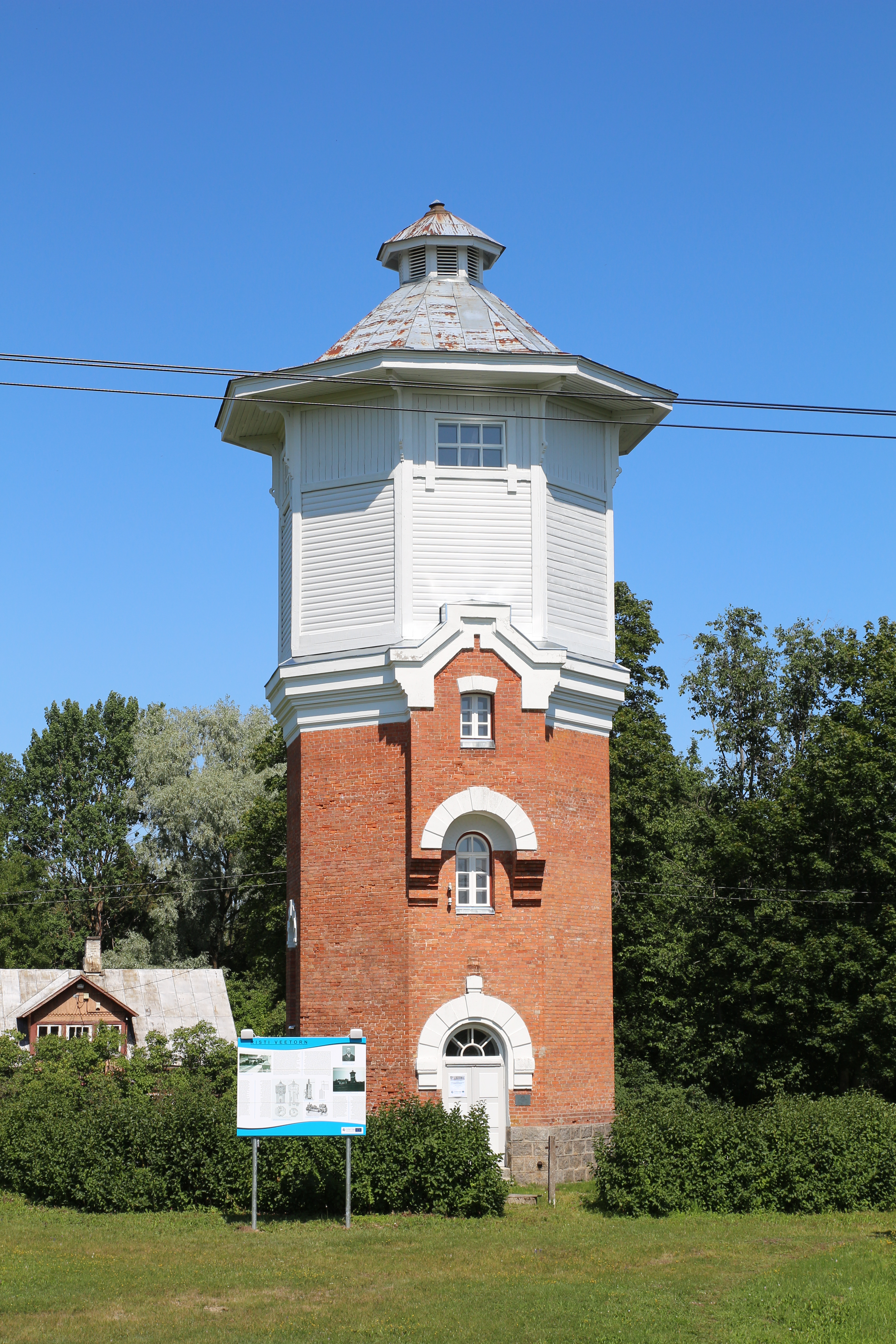
Watertoren bij het station
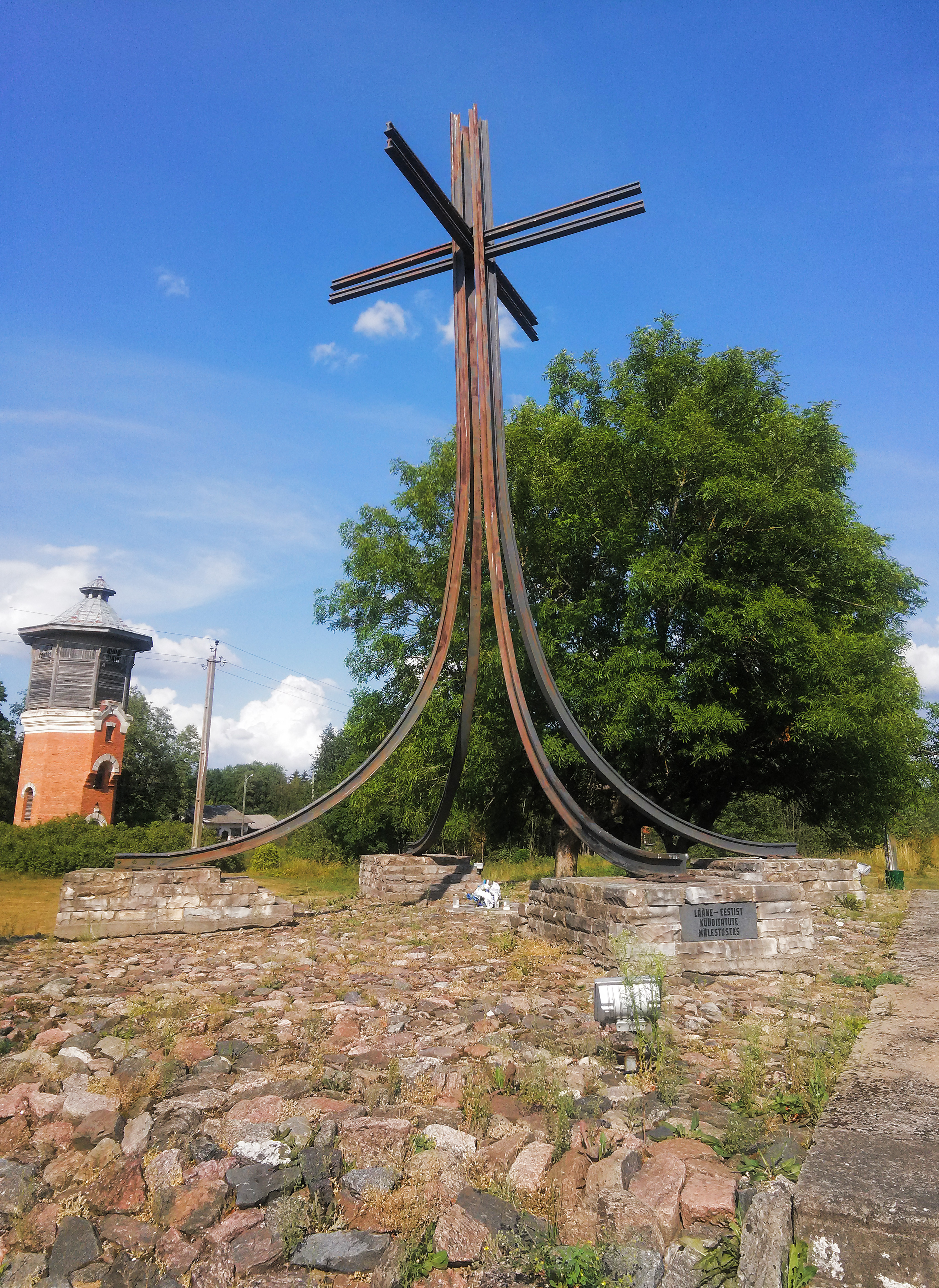
Gedenkteken voor de slachtoffers van de Sovjetbezetting in westelijk Estland